# Davies Creek National Park
Davies Creek National Park är en park i Australien. Den ligger i delstaten Queensland, omkring 1 400 kilometer nordväst om delstatshuvudstaden Brisbane. Arean är 4,9 kvadratkilometer.
Närmaste större samhälle är Mareeba, omkring 16 kilometer väster om Davies Creek National Park.
I omgivningarna runt Davies Creek National Park växer i huvudsak städsegrön lövskog. Runt Davies Creek National Park är det mycket glesbefolkat, med 5 invånare per kvadratkilometer. Genomsnittlig årsnederbörd är 2 169 millimeter. Den regnigaste månaden är mars, med i genomsnitt 496 mm nederbörd, och den torraste är oktober, med 36 mm nederbörd.